# Montebello della Battaglia
Pour les articles homonymes, voir Montebello et Battaglia.
Montebello della Battaglia est une commune de la province de Pavie, dans la région Lombardie, en Italie. Anciennement Montebello tout court, elle a changé de nom en 1958 en souvenir de la bataille de Montebello (1859).

## Administration
| Période                                  | Période  | Identité           | Étiquette | Qualité |
| ---------------------------------------- | -------- | ------------------ | --------- | ------- |
| 14 juin 2004                             | En cours | Fabrizio Marchetti |           |         |
| Les données manquantes sont à compléter. |          |                    |           |         |

### Communes limitrophes
Borgo Priolo, Casteggio, Codevilla, Lungavilla, Torrazza Coste, Verretto, Voghera.

## Jumelages
- Palestro (Italie) depuis 1984.